# Кефал (митология)
Кефал (на гръцки: Κέφαλος) в древногръцката митология е син на Хермес и Херса (има и вариант, че е потомък на Девкалион). Когато Хермес се влюбил в Херса, ревнивата ѝ сестра Аглавра, застанала между тях. Хермес я превърнал в камък.
Кефал се омъжил за Прокрида, дъщерята на цар Ерехтей. В Кефал била влюбена богинята Еос, която го отвлякла, докато ловувал. Някои източници казват, че той отказал да изневери на Прокрида, а други, че имал с Еос няколкогодишна връзка, от която се родили Фаетон, Титон и Хеспер. След осем години Кефал се върнал при Прокрида като чужденец, желаейки да изпита верността на жена си и чрез подаръци я склонил на изневяра. Уличена в съпружеска невярност Прокрида избягала на о-в Крит, където станала спътница на Артемида. От нея получила в дар безпогрешно улучващо копие и ловджийско куче, което винаги улавяло плячката си. Има вариант, според който копието е дар от цар Минос. Кефал използвал копието при лов и един ден го хвърлил по храсти, в които си мислел, че има животно, а там била скрита Прокрида. Така убил съпругата си.
По-късно Кефал помага на Амфитрион във война и за награда получава остров Кефалония (един от Йонийските острови), който носи неговото име.